# پاسفل
پاسفل یا پاسفلِ پاسفلگان (پارسی میانه: Pāsfal ī Pāsfalgān) یکی از نجیب‌زادگان ساسانی در سده سوم میلادی در زمان حکومت شاپور یکم بود.

## زندگی

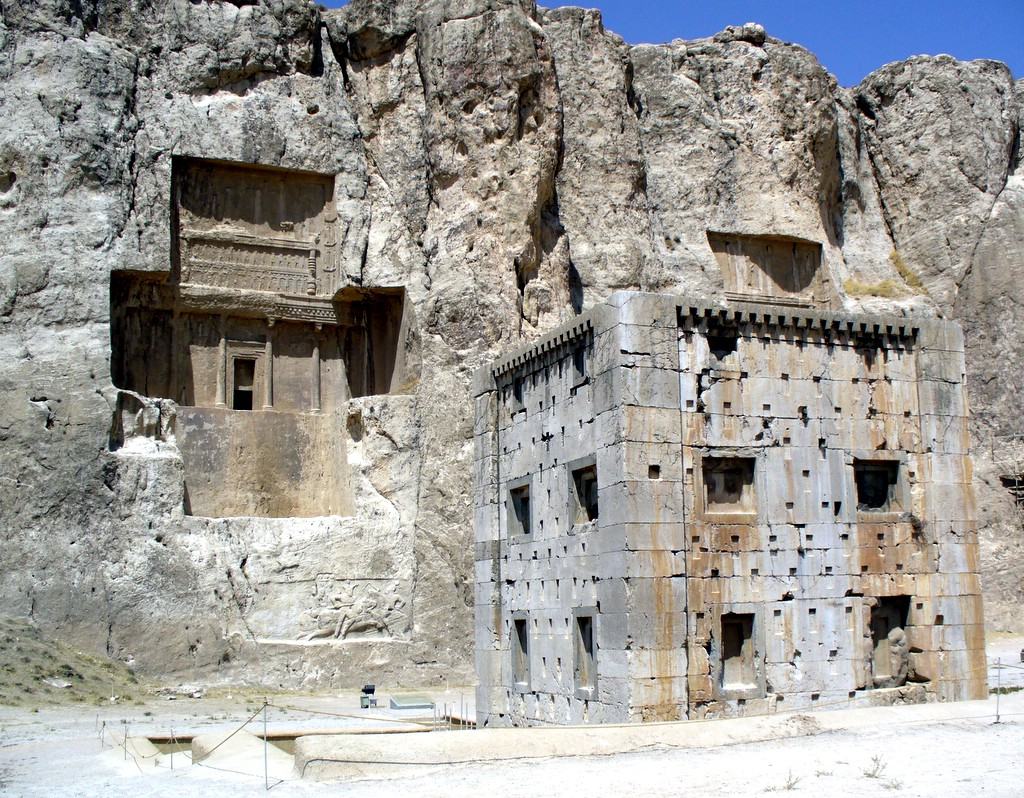
کعبه زرتشت، جایی که سنگ‌نوشته شاپور یکم حک شده‌است

از او در سنگ‌نوشته شاپور یکم بر کعبه زرتشت به نام پسر فردی به نام پاسفل یاد شده‌است. او در این سنگ‌نوشته در میان ۶۷ نجیب‌زاده در رتبهٔ چهل‌ونهم قرار دارد. اطلاعات دیگری از زندگی او در دست نیست.